# Anisaedus
Genre
Synonymes
- Compsopus Tullgren, 1905

Anisaedus est un genre d'araignées aranéomorphes de la famille des Palpimanidae.

## Distribution
Les espèces de ce genre se rencontrent en Amérique du Sud et en Afrique.

## Liste des espèces
Selon World Spider Catalog (version 22.5, 28/09/2021) :
- Anisaedus aethiopicus Tullgren, 1910
- Anisaedus gaujoni Simon, 1893
- Anisaedus levii Chickering, 1967
- Anisaedus pellucidas Platnick, 1975
- Anisaedus rufus (Tullgren, 1905)
- Anisaedus stridulans González, 1956

## Publication originale
- Simon, 1893 : Histoire naturelle des araignées. Paris, vol. 1, p. 257-488 (texte intégral).